# 北西摩島

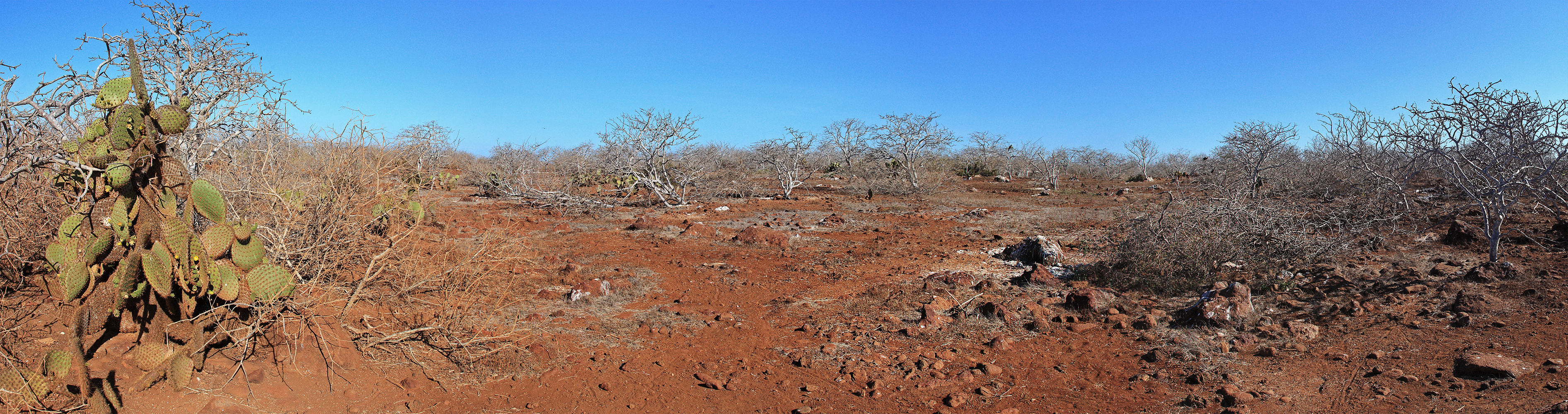
乾季時的北西摩島。

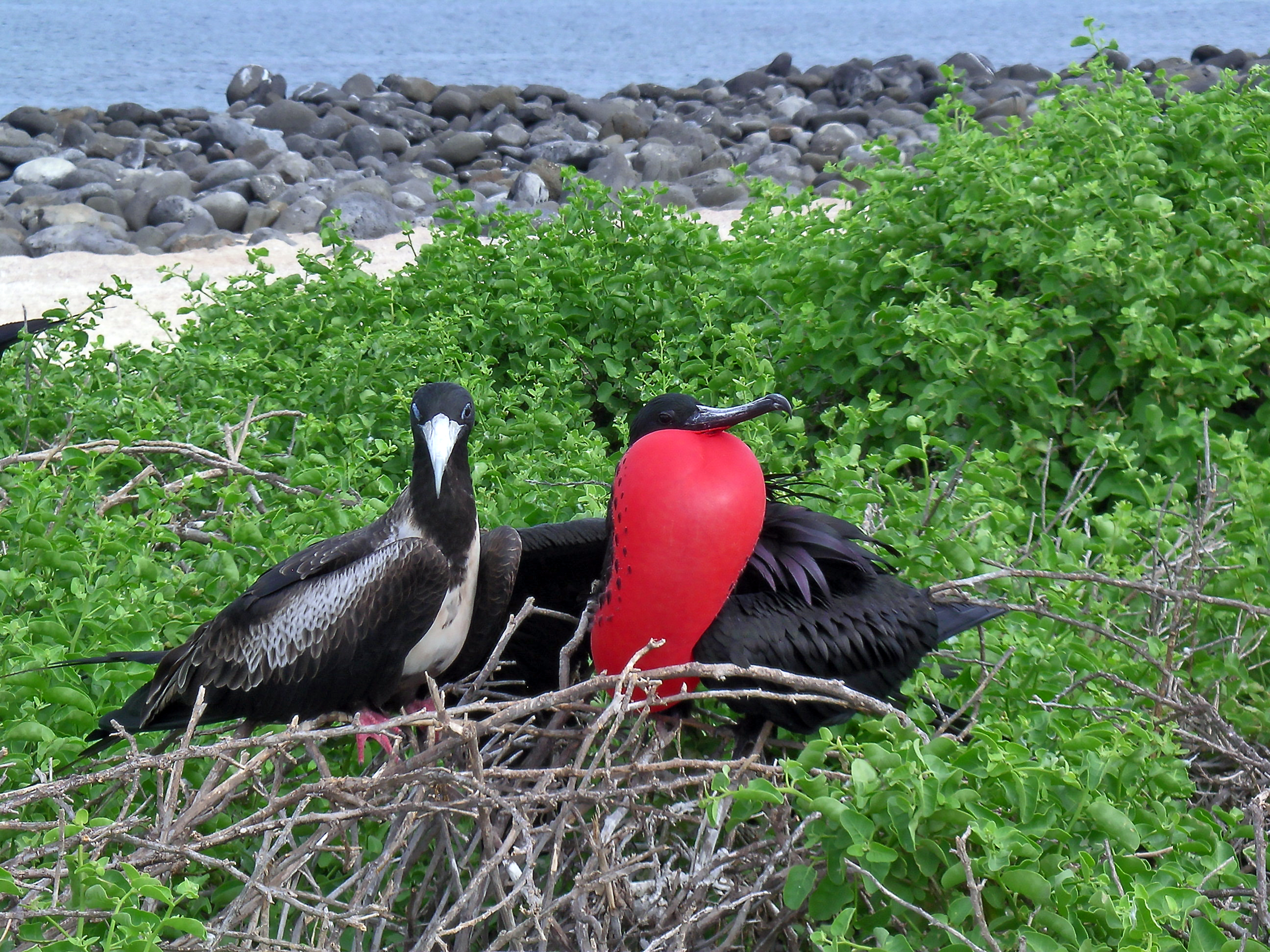
一對棲息在北西摩島上的麗色軍艦鳥。

北西摩島（西班牙語：Isla Seymour Norte）是南美洲國家厄瓜多爾的一座島嶼，位於巴爾特拉島附近的太平洋海域，是加拉帕戈斯群島的一部分，島名源自18世紀時的英國皇家海軍中將休·西摩爵士（Lord Hugh Seymour，1759年－1801年）。北西摩島長2.1公里、寬1.2公里，面積1.9平方公里，最高點海拔高度28米，島上無人居住。
北西摩島是由浮出海面的火山熔岩所形成，島上遍佈灌木植被。在島上繁殖的多種海鳥之中，藍腳鰹鳥（Blue-footed Booby）應是知名度最高的一種，除此之外，該島也擁有全世界最大的麗色軍艦鳥（Magnificent Frigatebird）族群。

## 外部連結
- North Seymour Information
- North Seymour Land Iguana History[永久]

0°23′29″S 90°17′03″W / 0.3915°S 90.2841°W